# Zawiyett umm El Rakham
Zawiyett umm El Rakham (in arabo زاوية أم الرخم‎?) è una località egiziana al confine dell'attuale Libia, a circa 300 km dalla città di Alessandria. 

## Storia della fortezza
Sede di una grande città-fortezza costruita dal faraone egizio Ramses II, veniva utilizzata per difendere l'Egitto dagli invasori libici che avevano cercato più volte di raggiungere il fertile delta del Nilo. Dopo essere stati respinti, i libici tornarono ad attaccare, costringendo le truppe egiziane a ritirarsi e ad abbandonare il forte durante il regno del faraone Merenptah, figlio di Ramses II. 

## Struttura
La fortezza era protetta da una cinta muraria fatta con mattoni crudi e da una seconda entrata molto sorvegliata. Dentro vi erano gli alloggi dei soldati, la cucina, un tempio e la residenza del generale Neb-Ra. Inoltre vi era una sezione del forte usata per addestrare i cavalli a combattere. Nel 1948 l'archeologo Steven Snape dell'Università di Liverpool scoprì il sito, e dal 1994 sono iniziati gli scavi sotto la direzione dello stesso Snape.